# Mistrzostwa CAZOVA Kadetów w Piłce Siatkowej 2010
I Mistrzostwa CAZOVA Kadetów w Piłce Siatkowej odbyły się na Curaçao w Willemstad między 15 a 17 stycznia 2010 roku.
Zwycięzcą turnieju została reprezentacja gospodarzy, która wygrała wszystkie swoje mecze, przegrywając jednego seta. Zapewniła sobie tym samym udział w Mistrzostwach Ameryki Północnej, Środkowej i Karaibów Kadetów 2010.
Najbardziej wartościowym graczem turnieju (MVP) został zawodnik z Curaçao – Stephan Ellis. Otrzymał on również nagrody dla najlepszego atakującego i najlepszego blokującego.

## Drużyny uczestniczące
| Reprezentacja       | Miejsce w rankingu NORCECA |
| ------------------- | -------------------------- |
| Antyle Holenderskie | –                          |
| Barbados            | 8                          |
| Curaçao             | –                          |
| Trynidad i Tobago   | 9                          |

## Faza grupowa

### Tabela
| Poz. | Reprezentacja       | Pkt | Mecze | Mecze | Mecze | Małe punkty | Małe punkty | Małe punkty | Sety | Sety | Sety  |
| Poz. | Reprezentacja       | Pkt | M     | Z     | P     | zdob.       | str.        | ratio       | wyg. | prz. | ratio |
| ---- | ------------------- | --- | ----- | ----- | ----- | ----------- | ----------- | ----------- | ---- | ---- | ----- |
| 1    | Curaçao             | 9   | 3     | 3     | 0     | 248         | 170         | 1,459       | 9    | 1    | 9,000 |
| 2    | Barbados            | 6   | 3     | 2     | 1     | 234         | 187         | 1,251       | 7    | 3    | 2,333 |
| 3    | Trynidad i Tobago   | 3   | 3     | 1     | 2     | 163         | 228         | 0,715       | 3    | 7    | 0,429 |
| 4    | Antyle Holenderskie | 0   | 3     | 0     | 3     | 176         | 236         | 0,746       | 1    | 9    | 0,111 |

### Wyniki spotkań
| 15.01.2010 | Barbados | 3:0 (25:18, 25:17, 25:15) | Trynidad i Tobago |

| 15.01.2010 | Curaçao | 3:0 (25:20, 25:18, 25:21) | Antyle Holenderskie |

| 16.01.2010 | Barbados | 3:0 (25:11, 25:15, 25:13) | Antyle Holenderskie |

| 16.01.2010 | Curaçao | 3:0 (25:11, 25:6, 25:10) | Trynidad i Tobago |

| 17.01.2010 | Trynidad i Tobago | 3:1 (11:25, 25:12, 25:20, 25:21) | Antyle Holenderskie |

| 17.01.2010 | Barbados | 1:3 (21:25, 21:25, 25:23, 17:25) | Curaçao |

## Klasyfikacja końcowa
| Miejsce | Zespół              |
| ------- | ------------------- |
|         | Curaçao             |
|         | Barbados            |
|         | Trynidad i Tobago   |
| 4       | Antyle Holenderskie |

## Nagrody indywidualne
| Most Valuable Player (MVP) |
| -------------------------- |
| Stephan Ellis              |

| Najlepszy punktujący | Najlepszy atakujący | Najlepszy blokujący | Najlepszy serwujący | Najlepszy broniący | Najlepszy rozgrywający | Najlepszy przyjmujący | Najlepszy libero  |
| -------------------- | ------------------- | ------------------- | ------------------- | ------------------ | ---------------------- | --------------------- | ----------------- |
| Kyle Browne          | Stephan Ellis       | Stephan Ellis       | Jurcham Melens      | Quinten Anthony    | Ramon Blades           | Quinten Anthony       | Jabarry Goodridge |

## Składy
Skład reprezentacji Antyli Holenderskich na Mistrzostwach CAZOVA Kadetów 2010
1 Brahim Varlack •
2 Sirviano Clemencia •
3 Raigid Isenia •
4 Brayen Eugenia •
5 Frankli Perez Hernandez (K) •
6 Nichelson Eduardo •
8 Christeffer Christina •
9 Shurby Sambo •
10 Derwin Colina •
11 Fharay Vrutaal •
12 Carensley Leonora •
13 Clayton Janzen •
Trener: Roderick Wilson
Skład reprezentacji Barbadosu na Mistrzostwach CAZOVA Kadetów 2010
1 Ramon Blades (K) •
2 Kyle Browne •
4 Raphael Anthony •
5 Ramon Inniss •
6 Jerome Stuart •
7 Klode Thompson •
8 Shaquille Barker •
9 Jabarry Goodridge •
10 Leshon Alexander •
13 Nicholas Callender •
14 Kohbia Barrow •
Trener: Frank Davalos
Skład reprezentacji Curaçao na Mistrzostwach CAZOVA Kadetów 2010
1 Raynold Marchena •
2 Rachid Barry (K) •
3 Jurcham Meulens •
4 Robin Daantje •
5 Ernaldo Mota •
6 Quinten Anthony •
7 Trevis Merite •
8 David Sint Jago •
9 Stephan Ellis •
10 Djuricson Meulens •
11 Raison Isebia •
12 Christepher Angela •
Trener: Urvin Leito
Skład reprezentacji Trynidadu i Tobago na Mistrzostwach CAZOVA Kadetów 2010
1 Stephan James •
2 Tyrell Edwards •
3 Shervon Samuel •
4 Brandon Legal •
5 Akim Bushe (K) •
6 Herdel Neptune •
7 Tarandath Deonath •
9 Bryan Bannantyne •
10 Denish Victor •
11 Abasi Spencer •
12 Tevin Joseph •
14 Kersen Trim •
Trener: Peter Mungal